# Nova Independência (kommun)
Nova Independência är en kommun i Brasilien.   Den ligger i delstaten São Paulo, i den södra delen av landet, 700 km sydväst om huvudstaden Brasília. Antalet invånare är 3 072.
Följande samhällen finns i Nova Independência:
- Nova Independência

Omgivningarna runt Nova Independência är huvudsakligen savann. Runt Nova Independência är det ganska glesbefolkat, med 27 invånare per kvadratkilometer.